# Довга Гребля (селище)
Довга Гребля — селище в Україні, у Корюківській міській громаді Корюківського району Чернігівської області. Населення становить 11 осіб. До 2016 орган місцевого самоврядування — Рейментарівська сільська рада.

## Географічне положення
Селище розташоване річці Убідь за 25 км від районного центру і залізничної станції Корюківка . Висота над рівнем моря — 134 м.

## Історія
12 червня 2020 року, відповідно до розпорядження Кабінету Міністрів України № 730-р «Про визначення адміністративних центрів та затвердження територій територіальних громад Чернігівської області», увійшло до складу Корюківської міської громади.
19 липня 2020 року, в результаті адміністративно-територіальної реформи та ліквідації колишнього Корюківського району, селище увійшло до складу новоутвореного Корюківського району.